# Angelo Tartaglia
Angelo Broglio da Lavello (1370 - 1421), més conegut com a "Tartaglia", va ser un condottiero italià, un dels mercenaris més famosos de l'edat mitjana.

## Biografia
Va néixer a Lavello (Basilicata) probablement el 1370, es va formar a l'escola militar de Ceccolo Broglia i va servir la República de Florència, amb la qual acompanyat de Muzio Attendolo Sforza el 1406 va prendre la ciutat de Pisa, i també va servir la República de Siena. En 1409, Tartaglia va lluitar al servei de Ladislau I de Nàpols, va defensar Perusa i Civitavecchia dels atacs de Braccio da Montone i conquistar Roma, posant en fugida a l'antipapa Joan XXIII.
En agraïment, Ladislau li va donar el títol de senyor de Toscanella en 1413. Amb la mort del rei de Nàpols, va servir l'Estats Pontificis, va conquistar Assís i altres territoris entre Lazio i Umbria. Tartaglia va ser arrestat per la seva rival Muzio Attendolo Sforza i, després de ser torturat, va ser decapitat a Aversa el 1421.